# スタニスワフ・マルサシュ

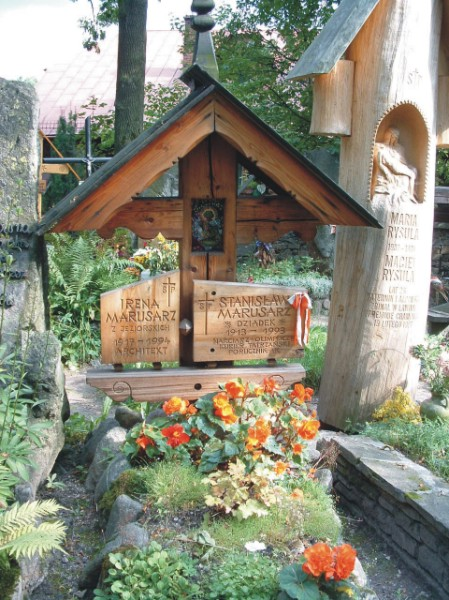
ザコパネにあるスタニスワフ・マルサシュの墓

スタニスワフ・マルサシュ（Stanisław Marusarz、1913年6月18日 - 1993年10月29日）はポーランド、ザコパネ出身のノルディックスキー選手。1930年代を中心に1950年代に至るまで活躍した。

## プロフィール
マルサシュは若くして才能を発揮した。1931年、17歳でポーランド選手権 2位となり翌1932年と1933年は同選手権2連覇を達成した。
1932年レークプラシッドオリンピックではノルディック複合27位、スキージャンプ17位、クロスカントリースキー27位の成績を残した。
翌年の1933年ノルディックスキー世界選手権ではノルディック複合6位となった。
20世紀初頭の古典的スキーに支配されていた北欧以外の多くのスキーヤーはマルサシュをノルウェー人以外では世界最高のノルディック複合選手だと考えた。
1935年にマルサシュは87.5mの世界最長記録（当時）を記録して注目を受けた。1935年ノルディックスキー世界選手権ではジャンプ4位となり、1935年から1937年までポーランド選手権3連覇、1936年ガルミッシュパルテンキルヒェンオリンピックでジャンプ5位となった。
これらの実績を受け人々は彼がノルウェー勢を抑えて優勝する場面を待ち望んだ。
1938年ノルディックスキー世界選手権で彼に最大のチャンスが巡ってきた。しかしここでルート3兄弟（シグムント・ルート、ビルゲル・ルート、アスビョルン・ルート）に勝つのは難しいことだった。マルサシュは66.0m、67.0mと2本とも最長のジャンプを決めたが、審判団は彼にライバルのアスビョルン・ルート（飛距離は63.5m、64.0mだった）より低い飛形点を与えて226.2ポイントを得た。ルートは226.4ポイントとわずか0.2ポイント差で金メダルを獲得した。ルートは表彰式で金メダルをマルサシュに渡そうとも考えたが、彼はマルサシュを「真の世界チャンピオン」と評し和解した。
翌1939年、地元ザコパネで開催された世界選手権では優勝を期待されたが腕の怪我のため5位に終わったものの、同年のポーランドスポーツマンオブザイヤーに選ばれた。
同年、ナチス・ドイツのポーランド侵攻が始まると、国内軍に参加して対独闘争に参加。1940年には逮捕され死刑宣告を受けたが、後に収容所から脱走しハンガリーへ亡命、終戦までここで過ごした。
戦後、マルサシュは再び競技を始め、1948年のサンモリッツオリンピックには、開会式においてポーランド選手団の旗手を務め、27位となった。
さらに4年後、1952年のオスロオリンピックに38歳で出場、この大会でも開会式で2大会連続の旗手を務め、27位となった。
ポーランド選手権では1952年まで通算11回優勝、1955年にも3位となっている。
マルサシュが最後にオリンピックに参加（ただし競技には出場しなかったが）したのは1956年コルティナダンペッツォオリンピックで、43歳でフォージャンパーを務めた。
1966年、マルサシュはスキージャンプ週間の実行委員会からジャンプを依頼され、53歳ながら66mのジャンプを披露し、ポーランドのファンに非常に記憶に残る瞬間を残した。
兄のヤン・マルサシュも同様に戦前の有名なスキー選手であった。第二次世界大戦中にヤンは特殊作戦執行部の有名なポーランド人スパイクリスチナ・スカールベックを護衛してハンガリーからポーランドへタトラ山脈越えを行った。戦後はロンドンに住み、ポーランドのホワイトイーグルスキークラブの総務を務めた。
いとこのアンジェイ・マルサシュ、ヨゼフ・マルサシュ兄弟も共に有名なスキー選手で、兄アンジェイ（1913年8月3日生）はジャンプおよび複合で、弟ヨゼフ（1926年1月25日生）はアルペンスキーでオリンピック出場経験がある。